# توشیو فوجیوارا
توشیو فوجیوارا (انگلیسی: Toshio Fujiwara؛ زادهٔ ۳ مارس ۱۹۴۸) داور هنرهای رزمی ترکیبی اهل ژاپن است. وی بین سال‌های ۱۹۶۹ تا ۱۹۸۳ میلادی فعالیت می‌کرد.